# Hallonru
Hallonru, aussi orthographié Halonru, est un hameau de la  commune belge de Gouvy situé en Région wallonne dans la province de Luxembourg.
Avant la fusion des communes de 1977, Hallonru faisait partie de la commune de Montleban.

## Géographie
Hallonru se situe sur le dessus du village de Montleban. Il est également situé sur le flanc du plateau des Tailles. Ce petit hameau de la commune de Gouvy est le moins peuplé de celle-ci étant donné qu’il ne compte que 30 habitants.

## Transport
Le village est traversé par 3 lignes de bus. La ligne 18/2 qui relie Hallonru à Cherain, la ligne 18/4 qui relie Vielsalm-Commanster-Vielsalm-Gouvy-Montleban-Cherain-Sommerain et la ligne 163c qui relie Bastogne-Houffalize-Gouvy.
La gare la plus proche se situe à Gouvy.